# San Nicolás (Estelí)
San Nicolás est une municipalité du département d'Estelí au Nicaragua.